# FIFA 14
FIFA 14 ワールドクラスサッカー、もしくは（FIFA 14）は、EAスポーツが開発し、エレクトロニック・アーツ（EA）よりPS4、PS3、PSP、PS Vita、Xbox 360、PCで発売されたコンピュータゲームである。なお、Xbox Oneでも後日発売されている。

## 概要
今作より PS4, Xbox One版のゲームエンジンにはIGNITEエンジンが採用される。PC、PS3,Xbox 360版は今までとエンジンは変わらない。
新要素としては、どんなスピードでもボールを取らせないようにできるプロテクトボール、方向転換時に減速したりするなど選手の動作がさらにリアルになるプレシジョンムーブメント、どんな状況でもシュートが決められリアルな弾道を描くピュアシュートなどがある。
なお、PSPとPS Vita版は選手データのみアップデートの『Legacy Edition』となっている。

### 新機能
今作では主にオフェンス側で多くの新機能が実装された。また、次世代機版には新しくIGNITEエンジンが実装された。
プロテクトボール
実際のサッカーではボール支配率によって得点につながることも多い。今作では実際にあるボール支配で主導権を握るということをゲーム内で再現することができる。
この機能によってどのような速さで走っていても引っ張ってくるディフェンダーからボールをブロックすることができ、ボールと相手の間に入ってブロックすることもできるようになった。また、ゴールを背にしてボールを受け反転してゴールということができ、ポジション争いでも活用することができる。

## 収録リーグ
収録リーグに関しては、前作で一部チームが偽名であったエクストラクラサとブラジルリーグの公式ライセンスを得る。新たにアルゼンチン、チリ、コロンビアのリーグが追加された。ナショナルチームも新たにブラジル代表の公式ライセンスを得る。新たにウェールズが加わり、33リーグ、600クラブ以上、総勢16,000人以上の実名が収録されている。

### 各国リーグ
- アルゼンチン
  - Primera División
  - Nacional B (unlicensed version of the Primera B Nacional, featuring Independiente)
- オーストラリア /  ニュージーランド
  - Aリーグ
- オーストリア
  - A. ブンデスリーガ
- ベルギー
  - Pro League
- ブラジル
  - Liga do Brasil
  - Liga do Brasil B (unlicensed version of the Campeonato Brasileiro Série B, featuring Palmeiras)
- デンマーク
  - Superliga
- チリ
  - Campeonato Petrobras
- コロンビア
  - Liga Postobón
- イングランド /  ウェールズ
  - Barclays PL
  - FL Championship
  - FL One
  - FL Two
- フランス /  モナコ
  - Ligue 1
  - Ligue 2
- ドイツ
  - Bundesliga
  - Bundesliga 2
- ギリシャ
  - Hellas Liga (unlicensed version of the ギリシャ・スーパーリーグ, featuring AEK Athens, オリンピアコス, PAOK and パナシナイコス)
- イタリア
  - セリエA
  - セリエB
- メキシコ
  - Liga Bancomer MX
- オランダ
  - エールディヴィジ
- ノルウェー
  - Tippeligaen
- ポーランド
  - エクストラクラサ
- ポルトガル
  - Liga Portuguesa
- アイルランド
  - Airtricity League
- ロシア
  - Russian League
- スコットランド
  - Scottish Premier
  - Scotland League (unlicensed version of the スコティッシュ・チャンピオンシップ, featuring Rangers)
- 南アフリカ
  - South African FL (unlicensed version of the Premier Soccer League, featuring Kaizer Chiefs and Orlando Pirates)
- 韓国
  - Kリーグ
- スペイン
  - リーガBBVA
  - Liga Adelante
- サウジアラビア
  - ALJリーグ
- スウェーデン
  - アルスヴェンスカン
- スイス
  - Raiffeisen SL
- トルコ
  - Türklig (unlicensed version of the スュペル・リグ, featuring ガラタサライSK)
- ウクライナ
  - Ukrayina Liha (unlicensed version of the Ukrainian Premier League, featuring FC Shakhtar)
- アメリカ  /  カナダ
  - MLS

### 代表チーム
47の国内代表チームが収録。
AFC
- オーストラリア
- インド
- 韓国

CAF
- カメルーン
- コートジボワール
- エジプト
- 南アフリカ共和国

CONCACAF
- メキシコ
- アメリカ合衆国

CONMEBOL
- アルゼンチン
- ボリビア
- ブラジル
- チリ
- コロンビア
- エクアドル
- パラグアイ
- ペルー
- ウルグアイ
- ベネズエラ

OFC
- ニュージーランド

UEFA
- オーストリア
- ベルギー
- ブルガリア
- チェコ
- デンマーク
- イングランド
- フィンランド
- フランス
- ドイツ
- ギリシャ
- ハンガリー
- アイルランド
- イタリア
- オランダ
- 北アイルランド
- ノルウェー
- ポーランド
- ポルトガル
- ルーマニア
- ロシア
- スコットランド
- スロベニア
- スペイン
- スウェーデン
- スイス
- トルコ
- ウェールズ